# "笑"たいむ
『"笑"たいむ（2008～2009）』（しょうたいむ）は、NHK（日本放送協会）の衛星放送（衛星第2、ハイビジョン）で2008年4月から2009年3月まで1年間放送された公開収録型バラエティ番組。全35回。

## 番組概要
東京・渋谷の「みんなの広場ふれあいホール」にて月1～2回火曜日収録。
番組では、架空のライブハウスに集まったかけだしの若手お笑い芸人達が将来の一流大物芸人を目指すべく奮闘し、それぞれがしのぎを削りあう。芸人達が各自自慢の持ちネタを披露するほか、4組1チームを編成してゲームに挑戦したりする。また「スターゲスト」として現在活躍する中堅お笑いタレントが毎回1組出演（大御所が出演することもあった）。
出演する若手芸人はそれぞれ「すじこ」「カズノコ」「明太子」の3チームに分かれており、各回、1チーム交替制となっている。

## 放送時間
| チャンネル | 曜日                      | 時間         | 備考 |
| ---------- | ------------------------- | ------------ | --- |
| BS2        | 毎週木曜日                | 18:00〜18:43 | 大相撲場所中、中継延長により開始が遅れる場合あり。 将棋名人戦などの放送がある場合は休止、再放送も別番組に変更。 |
| BS-hi      | 毎週月曜日                | 11:00〜11:43 | BS2の放送が休止の場合、その週は放送休止。                                                                       |
| BS-hi      | 毎週水曜日 （木曜日未明） | 1:00〜1:43   | （再放送） BS2の放送が休止の場合、その週は放送休止。                                                            |

## 出演者

### 司会・アシスタント
- 木村祐一（オーナー）
- 高樹千佳子（マネージャー）

アシスタント
- チェリー☆パイ

フロアDJ
- 西原久美子（DJふ〜みん）

### レギュラーメンバー

#### チーム・すじこ
- あべこうじ
- ザブングル
- TKO
- 楽珍トリオ

#### チーム・カズノコ
- オキシジェン
- 快児
- 勝山梶
- ライセンス

#### チーム・明太子
- 赤いプルトニウム
- 東京ダイナマイト
- とろサーモン
- バッドボーイズ

## 主なコーナー
- C.C.O.R〜千佳ちゃんお笑いリサーチ〜
- 合同コント

など

## 放送リスト
| 放送日 (BS2) | チーム       | スターゲスト           |
| ------------ | ------------ | ---------------------- |
| 2008.4.3     | （全チーム） | 佐々木健介・北斗晶夫妻 |
| 2008.4.10    | 明太子       | ペナルティ             |
| 2008.4.17    | カズノコ     | 博多華丸・大吉         |
| 2008.4.24    | すじこ       | フットボールアワー     |
| 2008.5.1     | 明太子       | 麒麟                   |
| 2008.5.8     | カズノコ     | 中川家                 |
| 2008.5.29    | すじこ       | アンガールズ           |
| 2008.6.5     | 明太子       | アンジャッシュ         |
| 2008.6.12    | カズノコ     | バナナマン             |
| 2008.6.19    | すじこ       | スピードワゴン         |
| 2008.6.26    | 明太子       | オリエンタルラジオ     |
| 2008.7.3     | カズノコ     | 安田大サーカス         |
| 2008.7.10    | すじこ       | 山田邦子               |
| 2008.7.31    | 明太子       | 博多華丸・大吉         |
| 2008.8.21    | カズノコ     | 電撃ネットワーク       |
| 2008.8.28    | すじこ       | インパルス             |
| 2008.9.4     | 明太子       | ダイノジ               |
| 2008.9.11    | カズノコ     | なだぎ武               |

| 放送日 (BS2)         | チーム       | スターゲスト       |
| -------------------- | ------------ | ------------------ |
| 2008.10.2            | （全員出演） | －                 |
| 2008.10.9            | （全員出演） | －                 |
| 2008.10.16           | すじこ       | 中川家             |
| 2008.10.23           | 明太子       | フットボールアワー |
| 2008.10.30           | カズノコ     | アンガールズ       |
| 2008.11.6            | すじこ       | 矢野・兵動         |
| 2008.11.27           | 明太子       | アンジャッシュ     |
| 2008.12.4            | カズノコ     | キャン×キャン      |
| 2008.12.11           | すじこ       | バッファロー吾郎   |
| 2008.12.25           | 明太子       | ロバート           |
| 2009.1.8             | カズノコ     | 博多華丸・大吉     |
| 2009.1.29            | すじこ       | 電撃ネットワーク   |
| 2008.2.5             | 明太子       | カンカラ           |
| 2008.2.12            | カズノコ     | 麒麟               |
| 2008.2.19            | すじこ       | インパルス         |
| 2008.3.5             | カズノコ     | 山田邦子           |
| 2008.3.12 （最終回） | （全員出演） | 大林素子           |

## 番組の終了
2009年3月をもって約1年間、全35回にわたる放送は終了した（2009年2月17日に最終収録が行われた）。なお、翌4月からのBS2（木曜18:00枠）の後枠は「蔵出し劇場」（月～水19:45-20:34から移動）となった。
またお笑いの番組は事実上統合され、現在「お好み寄席」として放送されている。